# Pêche au poison
La pêche au poison est une technique de pêche consistant à suffoquer ou tuer les poissons d'un secteur au moyen de poison et à les ramasser une fois en surface. C'est une méthode traditionnelle utilisée par de nombreux peuples autochtones, en particulier en Amérique du Sud et en Océanie, bien qu'interdite dans un grand nombre de pays. Différentes plantes sont utilisées pour produire le poison (feuilles, racines, etc.). Ces végétaux sont qualifiés d'ichtyotoxiques.  

## Description

### En Océanie

#### Polynésie

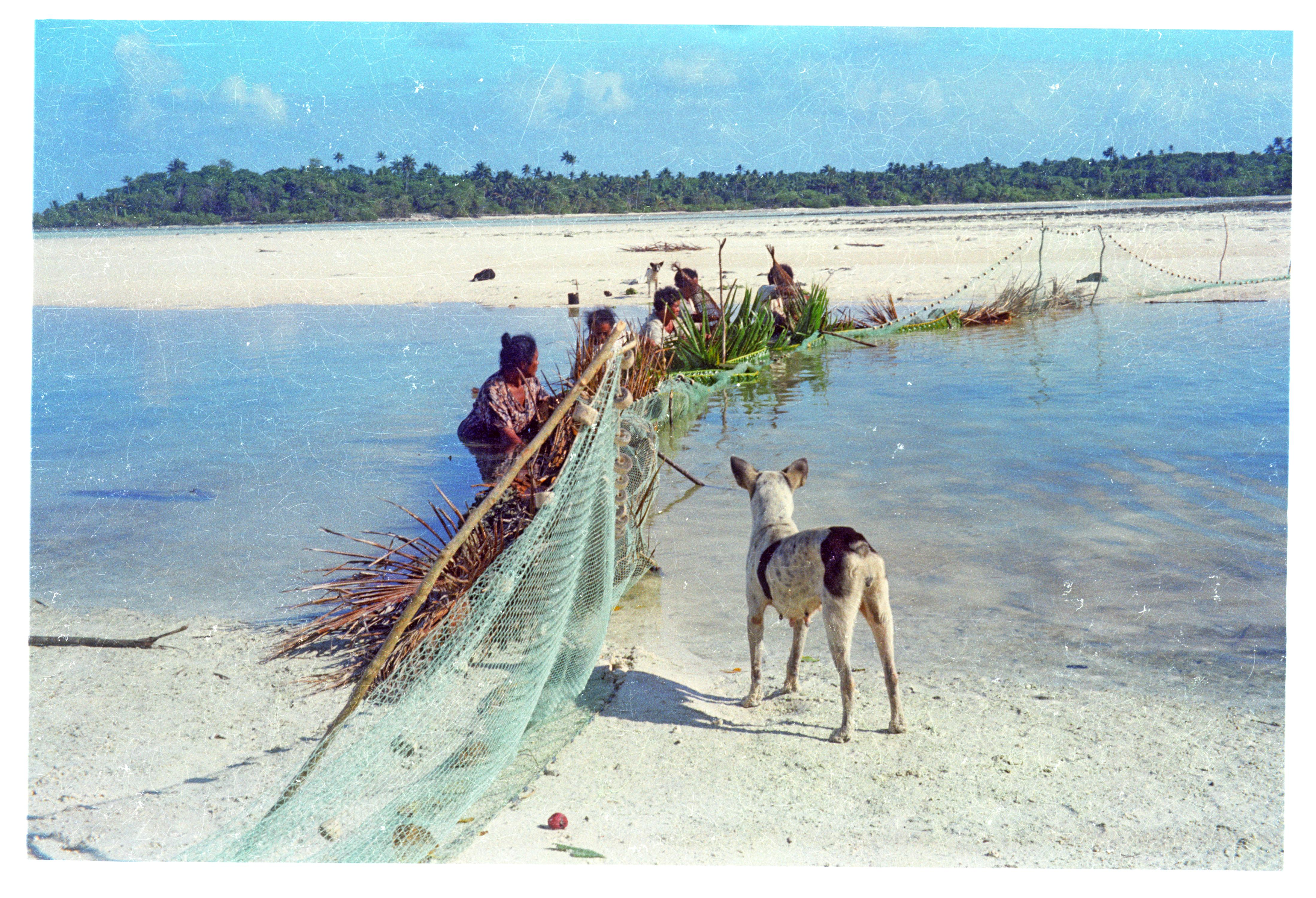
Des femmes de l'île tongienne de Niuatoputapu réalisent une pêche ʻaukava en 1969.

La pêche au poison est une méthode traditionnelle employée en Polynésie, notamment à Wallis-et-Futuna, à Niue et aux Tonga, particulièrement sur l'île de Niuatoputapu. Pratiquée dans des eaux peu profondes et calmes (lagons ouverts sur le large à marée haute, tombants récifaux sous le vent), cette méthode est appelée ʻaukava. Le poison est obtenu en broyant les feuilles de plantes locales : Derris trifoliata, D. malaccensis, Barringtonia asiatica (à Wallis et à Futuna), Pittosporum arborescens, Scaevola sericea, Derris elliptica (à Niuatoputapu). Il est ensuite répandu dans l'eau (directement ou à travers un tissu). Les poissons, suffoquant ou étourdis, remontent à la surface où ils sont capturés. La chair n'est pas contaminée par le poison et le poisson peut être consommé sans danger.

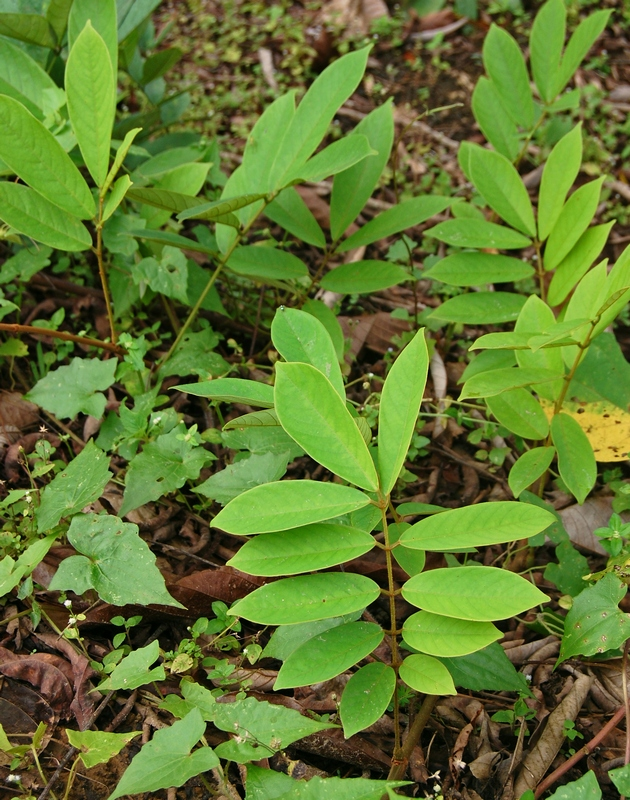
La plante Derris elliptica est utilisée dans la pêche au poison à Niuatoputapu.

Répandue dans les années 1970, cette pratique a été interdite aux Tonga en 2002 mais elle est encore utilisée dans certaines îles. Cette pratique est destructrice et non sélective (tous les poissons sont touchés). En 1999, Frédéric Angleviel note que cette pratique est « en régression » à Wallis et Futuna. Cette pêche a été également interdite à Niue en 1965. 

#### Mélanésie
La pêche au poison a été également pratiquée aux Fidji, même si la pratique est aujourd'hui interdite. Un article de 1950 mentionne son utilisation en Nouvelle-Calédonie, en Papouasie-Nouvelle-Guinée, ou encore aux îles Salomon. En Nouvelle-Calédonie, une espèce d'euphorbe (Euphorbia kanalensis) était cultivée spécifiquement pour ce type de pêche. Ses racines broyées produisent un poison qui paralyse les poissons. Isabelle Leblic a recensé dix-neuf plantes ichtyotoxiques différentes utilisées par les Kanak. Cette technique traditionnelle des populations Kanak a été interdite au début des années 1930 par l'administration coloniale française en raison de son côté destructeur.

### Amérique du Sud
En Amérique du Sud, la pêche avec des plantes ichtyotoxiques est appelée nivrée (ce nom provient sans doute du français enivrer). Parmi les plantes utilisées, on trouve le barbasco.

### Afrique
Dans les des zones sahéliennes et soudaniennes, les gousses de néré peuvent servir de poison de pêche. 
Tephrosia vogelii est aussi employé pour cet usage en Afrique tropicale.